# Guaiçara
Guaiçara este un oraș în São Paulo (SP), Brazilia.